# Paul Godonnèche
Paul Godonnèche, né le 5 septembre 1899 à La Tour-d'Auvergne et mort le 10 octobre 1993 à Saint-Germain-Lembron, est un homme politique français.

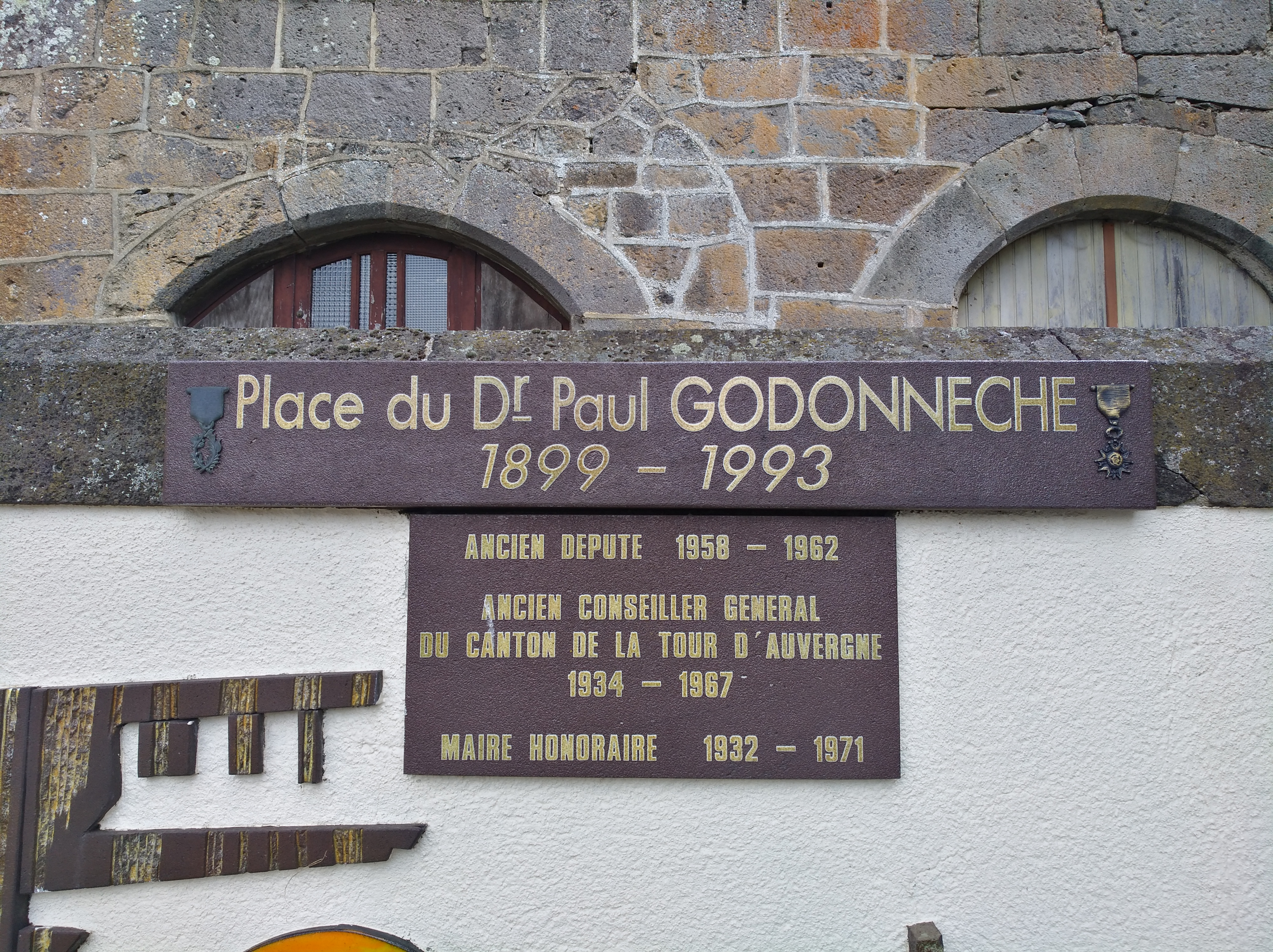
Place du Dr Paul Godonnèche à La Tour-d'Auvergne, où il est né et est maire honoraire.

## Détail des fonctions et des mandats
Mandat parlementaire
- 30 novembre 1958 - 9 octobre 1962 : Député de la 3e circonscription du Puy-de-Dôme